# بيركهولدرية بيرولينية
بيركهولدرية بيرولينية (الاسم العلمي: Burkholderia pyrrocinia) هي نوع من البكتيريا، سلبية الغرام، تتبع جنس البيركهولدرية.